# XENO-T
XENO-T (kor. 제노티) war eine fünfköpfige südkoreanische K-Pop-Boygroup der dritten K-Pop-Generation. Bis 2018 war sie als Topp Dogg (kor. 탑독) bekannt. Die Band, die viele Hip-Hop-Elemente benutzt, wurde 2013 von Stardom Entertainment gegründet. Ursprünglich bestand die Gruppe aus 13 Mitgliedern, jedoch haben bis Stand 2018 acht von ihnen die Band verlassen. Am 26. September 2021 löste sich die Gruppe offiziell auf.

## Geschichte
Topp Dogg veröffentlichte im Oktober 2013 ihre erste EP Dogg’s Out, die im Dezember des gleichen Jahres als Repackage wiederveröffentlicht wurde. Im Januar 2014 erschien die EP Arario, die im Februar als Special Edition erneut veröffentlicht wurde. Alle drei EPs erreichten Platzierungen in den Top 20 der südkoreanischen Gaon Charts.
Am 21. Februar 2018 gab Hunus Entertainment über Topp Dogg’s Fancafe bekannt, dass die Gruppe einen Neuanfang unter dem Namen XENO-T starten werde. Das Label gab am 30. März 2018 außerdem bekannt, dass A-Tom nach Beendigung der Aktivitäten von JBJ nicht zur Gruppe zurückkehren werde.

## Mitglieder
| Name                                   | Geburtsname            | Geburtstag (Alter)      | Geburtsort | Position               |
| -------------------------------------- | ---------------------- | ----------------------- | ---------- | ---------------------- |
| Sangdo 상도                            | Yoo Sang-do 유상도     | 2. März 1992 (33)       | Incheon    | Team leader Main Vocal |
| Hojoon 호준                            | Jeon Ho-joon 전호준    | 31. Oktober 1992 (32)   | Gwangju    | Lead Vocal, Lead Dance |
| B-Joo 비주                             | Kim Byung-joo 김병주   | 8. Januar 1994 (31)     | Seoul      | Vocal, Lead Dance      |
| Xero 제로                              | Shin Ji-ho 신지호      | 3. Februar 1994 (31)    | Gwangju    | Vocal, Main Dance, Rap |
| Sangwon a 야노                         | Seo Sang-won 서상원    | 27. September 1995 (29) | Seoul      | Vocal, Main Rap        |
| Ehemalige Mitglieder (unter Topp Dogg) |                        |                         |            |                        |
| A-Tom 아톰                             | Kim Sang-gyun 김상균   | 23. Mai 1995 (29)       | Gwangju    | Vocal, Rap             |
| P-Goon 피군                            | Park Se-hyeok 박세혁   | 18. Oktober 1991 (33)   | Seoul      | Lead Vocal, Lead Dance |
| Minsung b 민성                         | Kim Han-sol c 김한솔   | 15. Juni 1993 (31)      | Incheon    | Vocal, Lead Dance      |
| Kinda d 긴다                           | Shin Yoon-cheol 신윤철 | 24. April 1993 (31)     | Daegu      | Vocal                  |
| Seogoong 서궁                          | Park Hyun-ho 박현호    | 1. Mai 1992 (32)        | Seongnam   | Main Vocal             |
| Kidoh 키도                             | Jin Hyo-sang 진효상    | 16. Dezember 1992 (32)  | Seoul      | Vocal, Lead Rap        |
| Gohn 곤                                | Kim Dong-sung 김동성   | 1. August 1992 (32)     | Seoul      | Main Vocal             |
| Jenissi 제니씨                         | Kim Tae-yang 김태양    | 2. August 1991 (33)     | Seoul      | Vocal, Lead Rap        |

## Diskografie

### Studioalben
| Jahr | Titel Musiklabel                 | Höchstplatzierung, Gesamtwochen, AuszeichnungChartsChartplatzierungen (Jahr, Titel, Musiklabel, Platzierungen, Wochen, Auszeichnungen, Anmerkungen) | Anmerkungen                            |
| Jahr | Titel Musiklabel                 | KR | Anmerkungen                            |
| ---- | -------------------------------- | --- | -------------------------------------- |
| 2016 | First Street Hunus Entertainment | KR16 (7 Wo.)KR | Erstveröffentlichung: 7. November 2016 |

### EPs
| Jahr | Titel Musiklabel                             | Höchstplatzierung, Gesamtwochen, AuszeichnungChartsChartplatzierungen (Jahr, Titel, Musiklabel, Platzierungen, Wochen, Auszeichnungen, Anmerkungen) | Anmerkungen                             |
| Jahr | Titel Musiklabel                             | KR | Anmerkungen                             |
| ---- | -------------------------------------------- | --- | --------------------------------------- |
| 2013 | Dogg’s Out Stardom Entertainment             | KR17 (6 Wo.)KR | Erstveröffentlichung: 24. Oktober 2013  |
| 2013 | Dogg’s Out Repackage Stardom Entertainment   | KR16 (3 Wo.)KR | Erstveröffentlichung: 12. Dezember 2013 |
| 2014 | Arario Stardom Entertainment                 | KR12 (5 Wo.)KR | Erstveröffentlichung: 16. Januar 2014   |
| 2014 | Arario Special Edition Stardom Entertainment | KR11 (5 Wo.)KR | Erstveröffentlichung: 24. Februar 2014  |
| 2014 | AmadeuS Stardom Entertainment                | KR5 (3 Wo.)KR | Erstveröffentlichung: 9. Juni 2014      |
| 2014 | Amadeus Deluxe Edition Stardom Entertainment | KR8 (4 Wo.)KR | Erstveröffentlichung: 22. August 2014   |
| 2015 | The Beat Hunus Entertainment                 | KR8 (6 Wo.)KR | Erstveröffentlichung: 12. Oktober 2015  |

### Singles
- 2013: Follow Me (말로해)
- 2013: Cigarette
- 2014: Open the Door (들어와)
- 2014: Arario (아라리오)
- 2014: Topdog
- 2015: Annie (애니)
- 2015: The Beat
- 2016: Rainy Day
- 2018: Dokoni Itemo (どこにいても)

### Musikvideos
| Jahr | Titel                      | Länge |
| ---- | -------------------------- | ----- |
| 2013 | Say It (말로해)            | 3:59  |
| 2013 | Cigarette                  | 3:36  |
| 2014 | Open The Door (들어와)     | 3:34  |
| 2014 | Arario (아라리오)          | 3:14  |
| 2014 | Top Dog                    | 3:43  |
| 2014 | Annie (애니)               | 3:20  |
| 2015 | The Beat                   | 3:50  |
| 2016 | Rainy Day (비가 와서 그래) | 3:38  |